# Mas Bofí (Matadepera)
El Mas Bofí és una masia de Matadepera (Vallès Occidental) protegida com a Bé Cultural d'Interès Local.

## Descripció
Masia ubicada al Parc Natural de Sant Llorenç del Munt. És d'estructura clàssica, de planta baixa, pis i coberta de teula àrab de dos aiguavessos. A llevant hi ha, adossada, una estança que conté un forn de pa; està coberta amb volta de casquet esfèric de maó i una teulada d'un sol aiguavés.
La façana principal, orientada a llevant, presenta una petita finestra rectangular amb llinda i brancals de factura senzilla. Aquesta façana es veu interrompuda pel cos adossat que conté el forn.
La part principal de la masia està precedida per una era pavimentada. El conjunt està delimitat per un mur fet amb carreus de diferents mides i disposats de manera irregular, sense escairar. Pel sud hi ha alguna espitllera, i el portal està constituït per un arc escarser de maó vist i cobert per un guardapols de dos aiguavessos de teula àrab.
El parament és fet a base de carreus irregulars vistos i sense escairar. Destaca un tram format per petits còdols allargassats a prop de la finestra de la façana principal, que semblen definir de manera difusa el que podria ser un parament en “spicatum”, tècnica arcaica que podria formar part del parament original del segle xi.
Al nord de la masia hi ha un forn de calç que fou utilitzat com a refugi per boscaters fins a mitjans del segle xx.

## Història
Les primeres referències documentals de Can Bofí daten del segle XI: “L'abat de Sant Llorenç de Munt, amb els seus monjos, dona a Berenguer tres mujades de vinya perquè les planti, en terme de Terrassa, al lloc dit Matadepera, en el Castenyet o en la Bruguera. Termaneja a llevant amb la terra planta per Bofill d'Antiga, a migdia amb el camí que va a Marcianus, a ponent amb l'arena i a tramuntana amb les terres plantades per Guifre Argemir”.
El nom del mas continua apareixent en documents del 1327 i del 1329. En aquesta última data es documenta: “Carta en què Nicolau Boffy i Berenguera, la seva muller, de la parròquia de Sant Llorenç de Valle, es fan homes propis, solius i aforacats del sr. Guillem de Sant Martí, abat de Sant Llorenç, per raó del mas Boffy, que hi ha en la dita parròquia. Amb homenatge i jurament [...]”.